# Dimensioni del pene umano

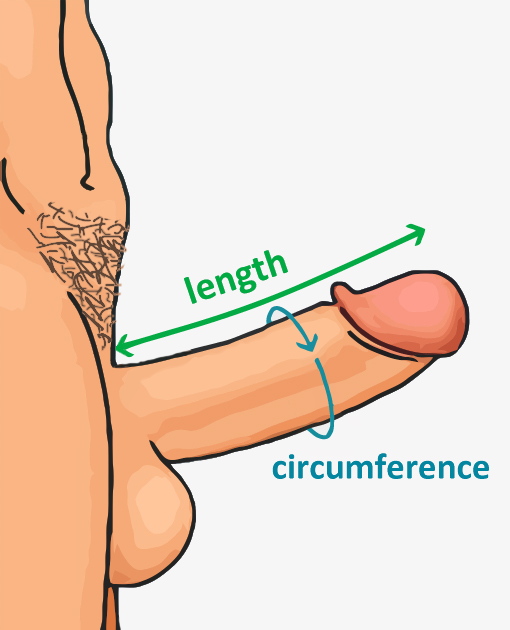
Il diagramma mostra come eseguire la misura della lunghezza e della circonferenza di un pene umano eretto

Le dimensioni del pene umano variano per diversi parametri, tra cui lunghezza e circonferenza, sia in stato di riposo che in erezione. Oltre alla naturale variabilità del pene umano in generale, ci sono fattori che portano a piccole variazioni in un particolare uomo, come il livello di eccitazione, l'ora del giorno, la temperatura ambientale, il livello di ansia, l'attività fisica e la frequenza dell'attività sessuale. Rispetto ad altri primati, compresi esemplari di grandi dimensioni come il gorilla, il pene umano è più spesso, sia in termini assoluti che in relazione al resto del corpo. La maggior parte della crescita del pene umano avviene in due fasi: la prima tra l'infanzia e l'età di cinque anni e poi tra circa un anno dopo l'inizio della pubertà e, al più tardi, circa 17 anni di età.
Le misurazioni variano: gli studi che si basano sull'automisurazione riportano una media significativamente più alta rispetto a quelli che si basano sulla misurazione da parte di un professionista sanitario. A partire dal 2015, una revisione sistematica di 20 studi, su un totale di 15.521 uomini, misurati da professionisti sanitari e non da loro stessi, ha concluso che la lunghezza media di un pene umano eretto è 13,12 cm, mentre la circonferenza media di un pene umano eretto è 11,66 cm. Uno studio del 1996 sulla lunghezza a riposo ha rilevato una media di 8,8 cm quando misurato dal personale. A volte la lunghezza del pene flaccido può non essere un buon indicatore della lunghezza del pene eretto. In medicina si parla di micropene quando il pene di un adulto è anormalmente piccolo ma per il resto di forma normale.
La ricerca ha rilevato solo una correlazione statisticamente limitata o nulla tra le dimensioni del pene e le dimensioni di altre parti del corpo. Oltre alla genetica, anche alcuni fattori ambientali, come la presenza di interferenti endocrini, possono influenzare la crescita del pene.

## Studi

Distribuzione delle dimensioni del pene in base alla lunghezza. Il 45% dei peni eretti ha una lunghezza compresa tra 12 e 14 cm

Distribuzione delle dimensioni del pene in base alla circonferenza. L'81% dei peni eretti (verde) ha una circonferenza compresa tra 10 e 13 cm

Percentile della lunghezza del pene

Percentile della circonferenza del pene

Sebbene i risultati varino leggermente tra gli studi affidabili, il consenso è che la lunghezza media del pene umano, quando eretto, è compresa tra 13 e 15 cm.
La revisione sistematica di Veale et al. (2015), di 20 studi su 15.521 uomini, in cui i soggetti sono stati misurati dal personale, piuttosto che automisurati, ha rilevato lunghezze medie a riposo, stirate ed erette di 9,16 cm, 13,24 cm e 13,12 cm, rispettivamente, e circonferenze medie a riposo ed erette di 9,31 cm e 11,66 cm, rispettivamente. Le lunghezze erette negli studi inclusi sono state misurate spingendo il cuscinetto adiposo prepubico verso l'osso, mentre la circonferenza flaccida o eretta è stata misurata alla base o a metà del fusto del pene.

### Lunghezza

#### A riposo
Uno studio ha rilevato che la lunghezza media del pene flaccido è di 8,9 cm (misurato dal personale). Una revisione di diversi studi ha rilevato che la lunghezza flaccida media è di 9–10 cm. La lunghezza del pene flaccido non corrisponde necessariamente alla lunghezza del pene eretto; alcuni peni flaccidi più piccoli crescono di più, mentre altri più grandi crescono relativamente meno.
Il pene e lo scroto possono contrarsi involontariamente in reazione alle basse temperature, al livello ansioso o nervoso e alla partecipazione ad attività sportive. Questa diminuzione delle dimensioni del pene flaccido è dovuta all'azione del muscolo cremastere. Lo stesso fenomeno riguarda i ciclisti e gli utilizzatori di cyclette: la pressione prolungata esercitata sul perineo dalla sella della bicicletta e lo sforzo dell'esercizio provocano contrazioni involontarie del pene e dello scroto. Una sella non appropriata può in ultima analisi causare disfunzione erettile. Gli individui affetti dalla sindrome del pene flaccido-duro o da altri disturbi del pavimento pelvico possono avere temporaneamente un pene anormalmente piccolo.

#### Sotto stiramento
Né l'età né le dimensioni del pene a riposo sono in grado di predire con precisione la durata dell'erezione. In alcuni casi la lunghezza sotto stiramento è correlata alla lunghezza eretta. Tuttavia, gli studi hanno anche mostrato differenze drastiche tra la lunghezza stirata e quella eretta.
- Lo studio del 2015 su 15.521 uomini ha rilevato che la lunghezza media di un pene flaccido sotto stiramento era di 13,24 cm, che è quasi identico alla lunghezza media di un pene umano eretto che è 13,12 cm di lunghezza.[10]
- Uno studio del 2001 su circa 3 300 uomini pubblicato in European Urology ha concluso che la lunghezza sotto stiramento era misurata in media a circa 12,5 cm. Inoltre, si sono verificate le correlazioni in un sottoinsieme casuale del campione composto da 325 uomini. Sono state trovate alcune correlazioni di Spearman statisticamente significative: tra lunghezza a riposo e statura di 0,208, -0,140 con il peso e -0,238 con il BMI, tra circonferenza a riposo e statura 0,156 e tra lunghezza sotto stiramento e statura 0,221, peso -0,136, e BMI -0,169.[11]

#### In erezione
Sono stati condotti studi scientifici sulla lunghezza del pene eretto dell'adulto. Gli studi che si sono basati sull’automisurazione, compresi quelli provenienti da sondaggi su Internet, hanno costantemente riportato una lunghezza media più elevata rispetto a quelli che hanno utilizzato metodi medici o scientifici per ottenere le misurazioni.
I seguenti studi misurati dal personale sono composti da diversi sottogruppi della popolazione umana (in altre parole, fascia di età specifica; selezione di coloro con problemi medici sessuali o autoselezione) che potrebbero causare un bias di campionamento.
- Uno studio del 1975 condotto al Morrisania Hospital negli Stati Uniti ha riportato una lunghezza media del pene eretto di 13,3 cm basata su un campione di 150 uomini americani.[13]
- Una revisione del 2007 ha mostrato che la lunghezza media del pene eretto era di 14–16 cm e la circonferenza di 12–13 cm. Il documento ha confrontato i risultati di dodici studi condotti su diverse popolazioni in diversi paesi. Vari metodi di misurazione sono stati inclusi nella revisione.[6]
- Uno studio del 2015 ha concluso che la lunghezza media del pene eretto era di 13,12 cm.[2]
- Uno studio indiano (pubblicato nel 2007) su 301 uomini di età compresa tra 18 e 60 anni pubblicato sull'International Journal of Impotence Research ha rilevato che la lunghezza flaccida, stirata ed eretta era rispettivamente di 8,21 cm, 10,88 cm e 13,01 cm[9].
- Uno studio coreano (pubblicato nel 1971) su 702 uomini di età compresa tra 21 e 31 anni ha identificato la lunghezza media del pene eretto in 12,70 cm.[14] Un altro studio (del 1998) su 150 coreani ha rilevato che la lunghezza media del pene eretto era di 13,42 cm.[15] Uno studio del 2016 su 248 uomini coreani ha identificato la lunghezza media del pene eretto in 13,53 cm.[16]
- Uno studio del 2015 condotto dal King's College di Londra ha esaminato i dati di 20 studi (692 partecipanti) e ha rilevato una lunghezza media del pene eretto di 13,12 cm.[2]
- Una revisione del 2020 sul Journal of Sex & Marital Therapy ha rilevato che la maggior parte degli uomini riteneva che la lunghezza media del pene eretto fosse superiore a 15,24 cm. Questa convinzione imprecisa è stata probabilmente alimentata da dati imprecisi ed esagerati presentati in studi in cui la dimensione del pene eretto di un partecipante è auto-riferita. I partecipanti possono riferire sovrastime delle dimensioni del loro pene nella convinzione che un pene più grande sia più desiderabile socialmente.[17] La stessa revisione ha analizzato i risultati di dieci studi precedenti in cui le misurazioni delle dimensioni del pene eretto erano state effettuate dai ricercatori. Questi studi hanno riportato che un pene eretto è lungo tra 12,95 e 13,92 cm, un risultato significativamente al di sotto della media ottenuta negli studi auto-riferiti. Gli autori hanno commentato che i risultati di tali studi di misurazione potrebbero essere ancora gonfiati a causa del bias dei volontari, ovvero la possibilità che gli uomini con peni più grandi possano essere più propensi a scegliere di partecipare a tali studi.[17]

### Circonferenza in erezione
Risultati simili esistono per quanto riguarda gli studi sulla circonferenza del pene adulto completamente eretto, con la misurazione solitamente effettuata a metà asta. Come per la lunghezza, gli studi che si basavano sull'automisurazione riportavano sistematicamente una media significativamente più alta rispetto a quelli in cui la misurazione era effettuata dal personale. In uno studio sulle dimensioni del pene in cui le misurazioni sono state effettuate in laboratorio, la circonferenza media del pene in erezione era di 11,66 cm.

### Dimensioni alla nascita e durante l'infanzia
La lunghezza media del pene sotto stiramento alla nascita è di circa 4 centimetri e la lunghezza per il 90% dei neonati maschi è compresa tra 2.4 and 5.5 centimetri. Una crescita limitata del pene avviene tra la nascita e i 5 anni di età, ma una molto limitata avviene tra i 5 anni e l'inizio della pubertà. La dimensione media all'inizio della pubertà è 6 centimetri, raggiungendo le dimensioni adulte circa 5 anni dopo.

### Dimensioni negli uomini anziani
Non si ritiene che l'età sia correlata negativamente alle dimensioni del pene.

### Dimensioni e statura
La statura è correlata alla lunghezza a riposo, sotto stiramento e in erezione.

### Dimensioni e mani
Uno studio ha analizzato la relazione con il digit ratio e ha scoperto che gli uomini con l'anulare più lungo dell'indice avevano un pene leggermente più lungo. Tuttavia, una comune credenza errata secondo cui la dimensione della mano è indicativa della dimensione del pene è stata ampiamente screditata.

### Dimensioni e altre parti del corpo
Non esiste alcuna correlazione tra la misura delle scarpe e la dimensione del pene sotto stiramento. Nei cadaveri maschi giapponesi, la dimensione del naso era strettamente correlata alla lunghezza del pene sotto stiramento.

### Dimensioni ed etnia
Le presunte differenze razziali hanno condotto alla creazione di miti. Non esiste alcun fondamento scientifico a sostegno della presunta esistenza di un pene sovradimensionato negli uomini neri.
Una revisione sistematica del 2015 su 15.521 uomini provenienti da 20 studi non ha trovato alcuna indicazione di differenze nella variabilità razziale.

## Biochimica
Gli androgeni come il testosterone sono responsabili dell'ingrandimento e dell'allungamento del pene durante la pubertà. La dimensione del pene è correlata positivamente con l'aumento dei livelli di testosterone durante la pubertà. Dopo la pubertà, la somministrazione di testosterone non influisce sulle dimensioni del pene, e la carenza di androgeni negli uomini adulti provoca solo una piccola diminuzione delle dimensioni. Anche l'ormone della crescita (GH) e il fattore di crescita insulino-simile 1 (IGF-1) sono coinvolti nella determinazione delle dimensioni del pene, e una carenza (come quella osservata nella carenza dell'ormone della crescita o nella sindrome di Laron) in fasi critiche dello sviluppo che può potenzialmente causare micropenia.

## Variabilità
Un pene adulto con una lunghezza eretta di 2,5 SD al di sotto della media ma formato normalmente è definito in un contesto medico come affetto dalla condizione di micropenia. La condizione colpisce lo 0,6% degli uomini. Alcune delle cause identificabili sono la carenza dell'ormone della crescita o di gonadotropine, lievi gradi di insensibilità agli androgeni, diverse sindromi genetiche e variazioni in alcuni geni omeobox. Alcuni tipi di micropene possono essere trattati con un trattamento con ormone della crescita o testosterone nella prima infanzia. Sono disponibili anche interventi chirurgici per aumentare le dimensioni del pene nei casi di micropene negli adulti.
È stato suggerito che le differenze nelle dimensioni del pene tra gli individui sono causate non solo dalla genetica, ma anche da fattori ambientali come la cultura, la dieta e l'esposizione a sostanze chimiche o all'inquinamento. L'alterazione del sistema endocrino derivante dall'esposizione a sostanze chimiche è stata collegata alla deformazione genitale in entrambi i sessi (tra i tanti altri problemi). Le sostanze chimiche di origine sintetica (ad esempio, pesticidi, triclosano antibatterico, plastificanti per la plastica) e naturale (ad esempio, le sostanze chimiche presenti nell'olio di melaleuca e nell'olio di lavanda) sono state collegate a vari gradi di alterazione endocrina.
Sia i PCB che il plastificante DEHP sono stati associati a dimensioni più piccole del pene. I metaboliti del DEHP misurati nell'urina delle donne incinte sono stati significativamente associati alla riduzione della larghezza del pene, a una distanza anogenitale più corta e alla discesa incompleta dei testicoli dei loro figli neonati, replicando gli effetti identificati negli animali. Secondo uno studio del 2008 pubblicato dalla National Library of Medicine degli Stati Uniti, circa il 25% delle donne americane presenta livelli di ftalati simili a quelli osservati negli animali.
Uno studio del 2007 condotto dalla Facoltà di Medicina dell'Università di Ankara ha scoperto che le dimensioni del pene possono diminuire a seguito di una terapia ormonale combinata con la radioterapia a fascio esterno. Inoltre, alcuni farmaci per la fertilità a base di estrogeni come il dietilstilbestrolo (DES) sono stati collegati ad anomalie genitali o ad un pene più piccolo del normale.

## Storia

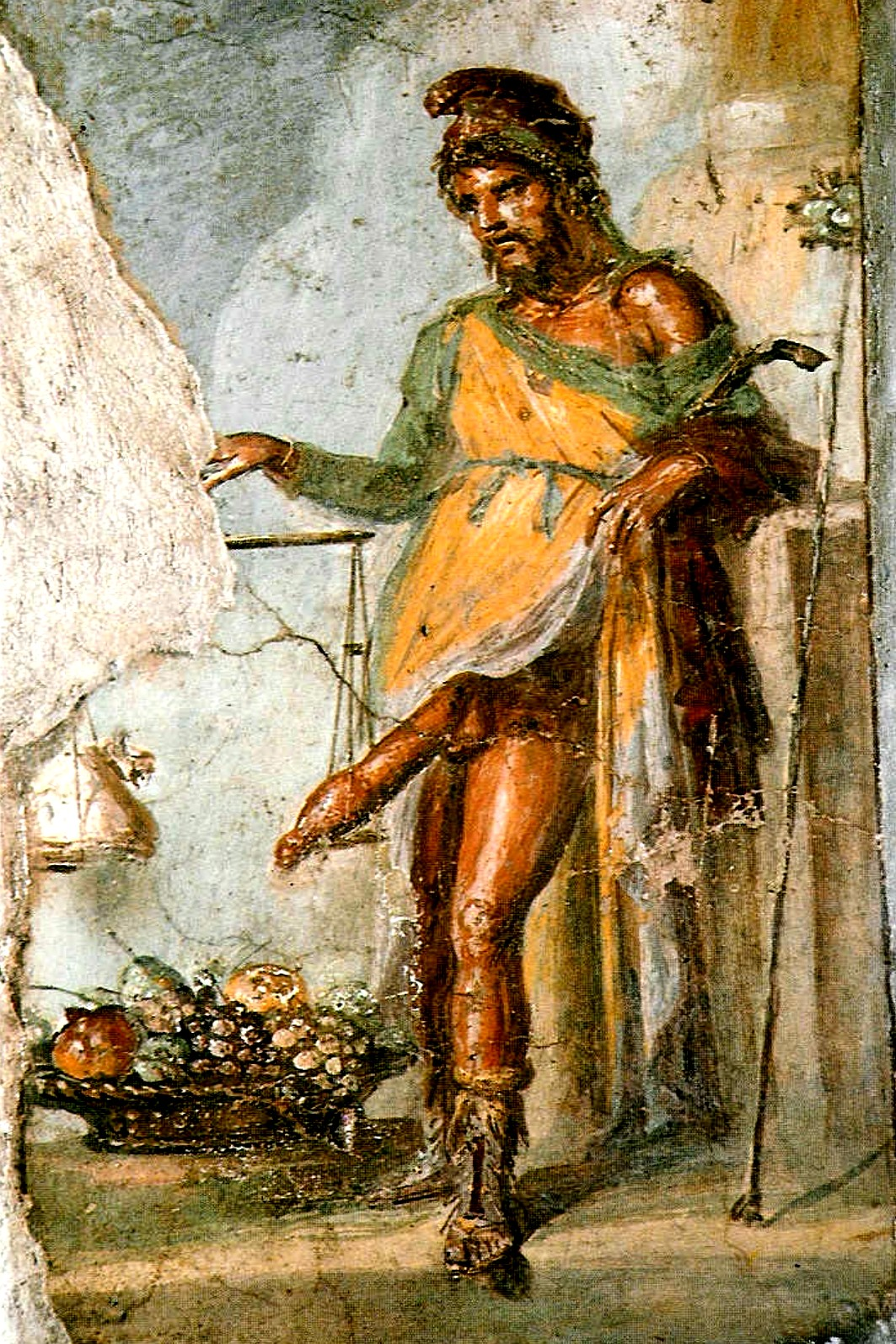
L'affresco di Priapo a Pompei raffigura una bilancia che pesa il pene mentre sull'altro piatto viene usato come peso dell'oro

La percezione delle dimensioni del pene è specifica della cultura. Alcune sculture preistoriche e petroglifi raffigurano figure maschili con peni eretti esagerati. Le convenzioni culturali e artistiche dell'antico Egitto generalmente impedivano che nell'arte venissero rappresentati peni di grandi dimensioni, poiché erano considerati osceni, ma le figure maschili trasandate e calve nel Papiro satirico-erotico di Torino sono mostrate con genitali esageratamente grandi. Il dio egizio Geb è talvolta raffigurato con un enorme pene eretto e il dio Min è quasi sempre raffigurato con un'erezione.
Gli uomini dell'antica Grecia credevano che i peni piccoli fossero ideali. Gli studiosi ritengono che la maggior parte degli antichi Greci probabilmente avesse un pene più o meno delle stesse dimensioni della maggior parte degli altri europei, ma le rappresentazioni artistiche greche di bei giovani li mostrano con peni insolitamente piccoli e non circoncisi con prepuzi sproporzionatamente grandi, indicando che questi erano visti come ideali. I grandi peni nell'arte greca sono riservati esclusivamente a figure comicamente grottesche, come i satiri, una classe di orribili spiriti dei boschi simili a cavalli, che sono mostrati nell'arte greca con peni assurdi e massicci. Gli attori che interpretavano personaggi maschili nella commedia greca antica indossavano enormi peni finti e rossi, che pendevano sotto i loro costumi.
Nella commedia di Aristofane Le Nuvole, "Il Discorso Migliore" fornisce al personaggio di Fidippide una descrizione del giovane ideale: "Un petto scintillante e una pelle luminosa / spalle larghe, una lingua piccola / Un sedere potente e un piccolo rebbio". Nella mitologia greca, Priapo, il dio della fertilità, aveva un pene incredibilmente grande che era sempre permanentemente eretto. Priapo era ampiamente considerato orribile e poco attraente. Uno scolio sulle Argonautiche di Apollonio Rodio afferma che, quando la madre di Priapo, Afrodite, dea dell'amore e della bellezza, lo diede alla luce, rimase così inorridita dalle dimensioni del suo pene, dal suo enorme ventre e dalla sua enorme lingua che lo abbandonò a morire nel deserto. Un pastore lo trovò e lo crebbe come suo figlio, scoprendo in seguito che Priapo poteva usare il suo enorme pene per aiutare la crescita delle piante.
Tuttavia, ci sono indicazioni che i Greci avessero una mente aperta riguardo ai peni di grandi dimensioni. Una statua del dio Hermes con un pene esagerato si trovava fuori dalla porta principale di Atene e ad Alessandria nel 275 a.C., una processione in onore di Dioniso trascinò un fallo di 180 piedi attraverso la città e la gente lo venerava cantando inni e recitando poesie. I Romani, a differenza dei Greci, sembrano aver ammirato i grandi peni  e un gran numero di grandi falli sono stati recuperati dalle rovine di Pompei. Le raffigurazioni di Priapo erano molto popolari nell'arte e nella letteratura erotica romana.  Sono sopravvissute più di ottanta poesie a lui dedicate.
Un'antica leggenda cinese sostiene che un uomo di nome Lao Ai avesse il pene più grande della storia e che avesse avuto una relazione con la regina vedova Zhao (ca. 280–228 a.C.), la madre di Qin Shi Huang, fingendosi un eunuco. Gli antichi coreani ammiravano i peni grandi e si dice che il re Jijeung (437–514 d.C.) della dinastia Silla avesse un pene di quarantacinque centimetri, così grande che i suoi subordinati dovettero cercare una donna adatta a lui. I dipinti erotici tradizionali giapponesi solitamente mostrano i genitali esageratamente grandi. Il dipinto più antico conosciuto di questo tipo, trovato nel tempio Hōryū-ji a Ikaruga, risale all'ottavo secolo d.C. e raffigura un pene piuttosto grande.
L'antico trattato sessuale indiano Kama Sutra, scritto originariamente in sanscrito, divide gli uomini in tre classi in base alle dimensioni del pene: dimensioni "lepre" (circa 5–7 cm, in erezione), dimensioni "toro" (10–15 cm) e dimensioni "cavallo" (18–20 cm). Il trattato divide anche le vagine delle donne in tre dimensioni ("cerva", "cavalla" ed "elefante") e consiglia all'uomo di adattare la dimensione della vagina della donna con cui ha rapporti sessuali alla dimensione del proprio pene. Fornisce anche consigli medici dubbi su come ingrandire il pene usando le punture di vespa.
Nella letteratura araba medievale si preferiva un pene più lungo, come descritto in un racconto delle Mille e una notte intitolato "Ali dal membro grande". Come satira arguta di questa fantasia, l'autore Al-Jahiz scrisse: "Se la lunghezza del pene fosse un segno d'onore, allora il mulo apparterrebbe ai Quraysh " (la tribù a cui apparteneva Maometto e da cui discendeva).
I norreni medievali consideravano la dimensione del pene di un uomo come la misura della sua virilità. Un resoconto della fine del XIV secolo sulla vita di Sant'Olaf dal Flateyjarbók descrive un rituale pagano incentrato su un pene di cavallo conservato usato come artefatto di culto che i membri del culto si passavano in cerchio, componendo versi in sua lode, incoraggiandolo e incoraggiando gli altri membri del gruppo a comportarsi in modi sessualmente allusivi.
Durante il Rinascimento, alcuni uomini in Europa iniziarono a indossare brachette, che accentuavano i loro genitali. Non vi è alcuna prova diretta che venissero indossate necessariamente per aumentare le dimensioni apparenti del pene di chi lo indossava, ma le brachette più grandi erano considerate più alla moda.

## Percezione contemporanea
Gli uomini tendono facilmente a sottostimare le dimensioni del proprio pene rispetto a quello degli altri. Un sondaggio condotto dai sessuologi ha dimostrato che molti uomini che ritenevano che il loro pene fosse di dimensioni inadeguate avevano un pene di dimensioni medie. Un altro studio ha scoperto che l'educazione sessuale sulle misure standard del pene è utile e di sollievo per i pazienti preoccupati per le piccole dimensioni del pene, la maggior parte dei quali aveva convinzioni errate su ciò che è considerato normale dal punto di vista medico. Lo studio ha scoperto che quasi tutti i pazienti preoccupati per le dimensioni del loro pene sopravvalutavano le dimensioni medie del pene. La percezione di avere un pene grande è spesso legata ad una maggiore autostima. I timori di restringimento del pene nel folklore hanno portato ad un tipo di isteria di massa chiamata sindrome di Koro, sebbene il pene possa legittimamente restringersi di dimensioni a causa della formazione di tessuto cicatriziale nel pene a causa di una condizione medica chiamata malattia di La Peyronie. I venditori di prodotti per l'ingrandimento del pene sfruttano i timori di inadeguatezza, ma nella comunità scientifica non esiste un consenso su alcuna tecnica non chirurgica che aumenti in modo permanente lo spessore o la lunghezza del pene eretto che rientra già nei limiti della norma.